# Katastrofa rosyjskiego An-26 w Syrii
Katastrofa rosyjskiego An-26 w Syrii – wypadek lotniczy  samolotu wojskowego Antonow An-26, do której doszło w trakcie podchodzenia do lądowania na lotnisku w bazie lotniczej Humajmim. W wyniku zdarzenia śmierć poniosło 39 osób (33 pasażerów i 6 członków załogi) – wszyscy na pokładzie.

## Samolot
An-26 należał do Sił Powietrznych Federacji Rosyjskiej i stacjonował w 33 Pułku Lotnictwa Transportowego mieszczącego się na terenie bazy wojskowej Lewaszowo, położonej w Sankt Petersburgu. Od bliżej nieokreślonego czasu, samolot był wykorzystywany w Syrii. Rosja od września 2015 roku wspomaga z powietrza operacje syryjskich sił rządowych przeciwko organizacji Państwa Islamskiego.

## Przebieg
6 marca 2018 An-26 odbywał lot z Aleppo do Latakii, gdzie mieści się baza Humajmim. Kapitanem samolotu był Siergiej Smirnoff, a drugim pilotem był Dienis Safronow. Podczas podchodzenia do lądowania w Latakii, panowały złe warunki atmosferyczne. Gdy Antonow znajdował się na wysokości 500 metrów, zaczął spadać i rozbił się 500 metrów od końca pasa startowego – nikt nie przeżył katastrofy.